# Tohokushinsha Film
Tohokushinsha Film Corporation (株式会社東北新社?, Kabushiki-gaisha Tohoku Shinsha) è una casa distributrice di film e anime. Fondata nel 1961, inizialmente come casa di doppiaggio per film stranieri, ha sede ad Akasaka, Minato, a Tokyo.

## Anime
- Amon Saga
- Appleseed
- Assemble Insert
- Mahou Shoujo Tai Arusu
- Patlabor 1: Il film
  - Patlabor 2: Il film
- Saikano
  - Saikano: Another Love Song
- Sousei no Aquarion
- Yuusha Raideen

## Film
- Lost in Translation - L'amore tradotto
- Marie Antoinette

## Serie televisive
- Garo